# Wilhelm Canter
Wilhelm Canter (Leeuwarden, 24 de Julho de 1542 — Lovaina, 18 de Maio de 1575) foi humanista, filólogo e erudito clássico flamengo. Filho de Lambert Canter, senador de Utrecht, produziu obras clássicas além de traduções gregas e latinas. Era irmão do jurista Theodore Canter (1545-1617).

## Publicações
- Novae Lectiones, 1564
- Ratio emendandi, 1566
- Evripidis Tragoediae XIX, 1571
- Sophoclis tragoediae VII, 1579
- Éclogas de Estobeu
- Tragédias de Eurípides, Sófocles e Ésquilo
- Volvmen Qvintvm Qvo Libanivs, Artemidorvs Et Callimachvs Pertractantvr ... - 1766
- Hellanici Lesbii Fragmenta - 1826
- Gulielmi Canteri... novarum lectionum libri septem, in quibus, praeter variorum auctorum tam graecorum tam latinorum, explicationes et emendationes: Athenaei, Agelli et aliorum fragmenta quaedam in lucem proferuntur.... - 1566